# Neouvaria parallelivenia
Neouvaria es un género monotípico de plantas fanerógamas con una especie perteneciente a la familia de las anonáceas. Su única especie: Neouvaria parallelivenia, es nativa de Malasia e Indonesia.

## Taxonomía
Neouvaria parallelivenia fue descrita por (Boerl.) H.Okada & K.Ueda y publicado en Pl. Syst. Evol. 144: 173 1984.
Sinonimia
- Mitrephora parallelivenia Boerl.	[3]